# Ciprian Milea
Ciprian Milea (sinh ngày 12 tháng 7 năm 1984) là một cầu thủ bóng đá người România thi đấu ở vị trí tiền vệ cho Știința Miroslava.